# Salto al vacío
Salto al vacío es una película española dirigida por Daniel Calparsoro. El filme, con guion del propio Calparsoro, fue estrenado en 1995. Supuso el primer largometraje de su director, quien tras rodar varios cortometrajes durante sus estudios en Nueva York como La playa (1990) o W.C. (1992) dio el salto al gran formato con este título. 
La presentación de la película tuvo lugar en la sección Panorama del Festival de Berlín. Con una gran acogida por parte de público y crítica, como recoge entre otros la autora Ann Davies en su obra monográfica sobre el autor: Daniel Calparsoro editado en el año 2009. 

## Argumento
La película narra la historia de Álex,  (Najwa Nimri) una chica de 20 años que es la líder de un grupo de jóvenes del lumpen de Bilbao quien mantiene a su familia gracias al tráfico de armas y de drogas. El filme desarrollado en las localidades vecinas de Baracaldo y Sestao, queda enmarcado en un contexto social de pulcritud y pobreza enmarcado por las ruinas de los Altos Hornos. La protagonista se encuentra enamorada en secreto de Javi (Roberto Chalu), quien no sabe si la corresponde. Su vida está marcada continuamente por la violencia, la acción y el depresivo ambiente de un barrio marginal en el que no parece haber futuro. 
Esta Ópera Prima, con su estilo inacabado e incómodo, se encuentra fuertemente influenciada por el contexto social de violencia de mediados de los 90 en España que dará cobertura a otra serie de filmes como Historias del Kronen (1995) de Montxo Armendáriz, o incluso Tesis (1996) de Alejando Amenábar. O incluso temática que retomará el propio autor en su filme Asfalto (2000) y que también protagonizará Najwa Nimri.

## Producción
Tras la venta del guion a Canal + por treinta millones de pesetas, Daniel Calparsoro comenzaría en septiembre de 1994, junto a una treintena de personas que noveles que renunciaron al salario por trabajar en un proyecto que para muchos supondría encontrarse en primera línea de un largometraje.  Este contexto queda patente en una factura precaria de la producción, que sin embargo como el propio director de fotografía Kiko de la Rica, Blancanieves (2012), destacaba en Versión Española u las evidentes carencias a la hora del rodaje, llegando a calificar Salto al vacío de "película guerrillera". Quien comentaba además que la fotografía y estética punk fue provocada de manera deliberada.
Tras un primer montaje el director Fernando Colomo daría capacidad económica para llevar a cabo la postproducción y promoción definitivas. El filme se estrenó el 3 de marzo de 1995.

## Reparto[8]
| Intérprete              | Personaje     |
| Najwa Nimri             | Álex          |
| Roberto Chalu           | Javi          |
| Alfredo Villa           | Esteban       |
| Ion Gabella             | Tono          |
| Karra Elejalde          | Juancar       |
| Kandido Uranga          | Alberto       |
| Saturnino García        | Luis          |
| Carla Calparsoro        | Fati          |
| Mariví Bilbao           | María         |
| Noemí Parra             | Eva           |
| Jorge Santos            | Hombre Alto   |
| Alfonso Torregrosa      | Hombre Bajo   |
| Txema Blasco            | Juez 1        |
| Aitor Baroja            | Luisito       |
| Iñaki Rodaballo         | Rafa          |
| Esther Velasco          | Mujer Yonki   |
| Juan M. Cegues          | Juez 2        |
| Nati Ortíz de Zárate    | Distribuidora |
| Paco Sagarzazu          | Paco          |
| Txema Sandoval          | Policía       |
| Fanny Condado           | Prostituta    |
| Ángela Mangui           | Maite         |
| Cristina Pérez          | Catalina      |
| Gavika                  | Yonki Pijo    |
| Vidal                   | Matón 1       |
| Emilio Fernández Pinedo | Matón 2       |
| Jaime Vilallonga        | Doctor        |
| Zorion Eguileor         |               |

## Premios[9]
- Festival Internacional de Cine de Estocolmo: Nominada al Caballo de Bronce (1995)[10]
- Festival de Cine de Bogotá: Mejor película (1995)[11]
- Festival De Cine De Ginebra - Estrellas De Mañana, 1995 Mejor actriz: Najwa Nimri.[11]